# Meridià 107 a l'oest
El meridià 107 a l'oest de Greenwich és una línia de longitud que s'estén des del pol Nord travessant l'oceà Àrtic, Amèrica del Nord, el Golf de Mèxic, l'oceà Pacífic, l'oceà Antàrtic, i l'Antàrtida fins al pol Sud.
El meridià 107 a l'oest forma un cercle màxim amb el meridià 73 a l'est. Com tots els altres meridians, la seva longitud correspon a una semicircumferència terrestre, uns 20.003,932 km. Al nivell de l'Equador, és a una distància del meridià de Greenwich de 11.911 km.

## De Pol a Pol
Començant en el pol Nord i dirigint-se cap al pol Sud, aquest meridià travessa:
| Coordenades                               | País, territori o mar | Notes |
| ----------------------------------------- | --------------------- | --- |
| 90° 0′ N, 107° 0′ O / 90.000°N,107.000°O  | Oceà Àrtic            | |
| 77° 45′ N, 107° 0′ O / 77.750°N,107.000°O | Canal de Byam Martin  | |
| 75° 54′ N, 107° 0′ O / 75.900°N,107.000°O | Canadà                | Nunavut - Illa de Melville |
| 74° 55′ N, 107° 0′ O / 74.917°N,107.000°O | Canal de Parry        | Canal del Vescomte Melville - Passa a l'oest de l'Illa de Stefansson, Nunavut, Canadà (a 73° 29′ N, 106° 59′ O / 73.483°N,106.983°O)                                                     |
| 73° 18′ N, 107° 0′ O / 73.300°N,107.000°O | Canadà                | Nunavut - Illa Victòria |
| 69° 12′ N, 107° 0′ O / 69.200°N,107.000°O | Estret de Dease       | |
| 68° 46′ N, 107° 0′ O / 68.767°N,107.000°O | Canadà                | Nunavut Territoris del Nord-oest - des de 64° 38′ N, 107° 0′ O / 64.633°N,107.000°O Saskatchewan - des de 60° 0′ N, 107° 0′ O / 60.000°N,107.000°O                                       |
| 49° 0′ N, 107° 0′ O / 49.000°N,107.000°O  | Estats Units          | Montana Wyoming - des de 45° 0′ N, 107° 0′ O / 45.000°N,107.000°O Colorado - des de 41° 0′ N, 107° 0′ O / 41.000°N,107.000°O Nou Mèxic - des de 37° 0′ N, 107° 0′ O / 37.000°N,107.000°O |
| 31° 47′ N, 107° 0′ O / 31.783°N,107.000°O | Mèxic                 | Chihuahua Estat de Durango - des de 25° 48′ N, 107° 0′ O / 25.800°N,107.000°O Sinaloa - des de 25° 46′ N, 107° 0′ O / 25.767°N,107.000°O                                                 |
| 23° 56′ N, 107° 0′ O / 23.933°N,107.000°O | Oceà Pacífic          | |
| 60° 0′ S, 107° 0′ O / 60.000°S,107.000°O  | Oceà Antàrtic         | |
| 74° 47′ S, 107° 0′ O / 74.783°S,107.000°O | Antàrtida             | Territori no reclamat |